# Itaú de Minas
Itaú de Minas é um município brasileiro da Região Geográfica Imediata de Passos situado no sudoeste do estado de Minas Gerais, inicialmente denominado Córrego do Ferro. Sua população recenseada pelo IBGE em 2022 era de 14 406 habitantes.
Possui uma área de 150,90 km² e situa-se a 20°45'22" de latitude sul e 46°45'33" de longitude oeste, tem sua altitude máxima, de 1 095 m, na cabeceira do Córrego Tebas e a mínima, de 712 m, na foz do rio Santana. O município é cortado por duas rodovias estaduais, a MG-050 e a MG-344, que interligam a Região Metropolitana de Belo Horizonte ao interior paulista.Também é cortada por um curto trecho remanescente de uma ferrovia, o Ramal de Passos da antiga Companhia Mogiana de Estradas de Ferro, que a liga às cidades vizinhas de Pratápolis e São Sebastião do Paraíso. Está localizado a 363 km da capital mineira.
Integra o Circuito Turístico Nascentes das Gerais, compreendendo a Serra da Canastra, região da nascente do Rio São Francisco, o Velho Chico. Situa-se a 50 km do Lago da Usina Hidrelétrica de Furnas, em uma região do estado mineiro, com cachoeiras, cânions, montanhas, além da paisagem natural da própria represa.
Itaú de Minas tem se destacado no cenário nacional, graças aos excelentes resultados recentemente alcançados em alguns importantes indicadores. Em 2016, o Observatório das Metrópoles, do Instituto Nacional de Ciência e Tecnologia, coordenado pela Universidade Federal do Rio de Janeiro (UFRJ), publicou o Índice de Bem-Estar Urbano (IBEU), com o propósito de oferecer a agentes governamentais, universidades, movimentos sociais e sociedade civil em geral mais um instrumento para avaliação e formulação de políticas urbanas para o país. Conforme o estudo citado, Itaú de Minas ocupa o nível mais elevado, ou seja, apresenta condições muito boas (0,925 pontos), classificando-se como o 23º (vigésimo terceiro) melhor município, entre os 5565 municípios brasileiros analisados, e o 4º melhor, entre os municípios mineiros. O Índice de Bem-Estar Urbano (IBEU) considerou 5 (cinco) dimensões: mobilidade urbana, condições ambientais urbanas, condições habitacionais urbanas, atendimento de serviços coletivos urbanos e infraestrutura urbana.

## História

### A origem
Conforme o Historiador Antônio Grillo, em meados do século XIX, Joaquim Gomes de Souza Lemos, realizou um dos primeiros levantamentos referentes às divisas do município de Passos, referindo-se ao povoado do “Córrego do Ferro”. Entretanto, inventários anteriores ao levantamento supracitado e catalogados nos arquivos cartoriais passenses revelam que atividades de mineração de ferro já ocorriam naquela localidade e mencionam caminhos que passam pelo “Morro do Ferro, pelo Córrego do Ferro, Rio São João, Rio Santana” e outros.
Ainda na primeira metade do século XIX, os arraiais dos “Sertões do Jacuí” se consolidaram, evidenciando-se os caminhos que os ligavam, eis a origem do “Córrego do Ferro”.
Naquela época, buscavam-se itinerários com destino à vila “Desemboque”, notadamente o “Caminho do Desemboque”, roteiro de caravanas, sertanistas ou aventureiros que, ainda no século XVIII, a partir do Rio Sapucaí dirigiam-se àquela vila – do porto do Rio Claro cortavam pelo Vale do Itapiché e vinham sair nas Serras de Ventania; daí costeando-a, iam em direção a Jacuí (pelo sul) ou ao Desemboque (pelo norte), passando pelo Bonsucesso, Barra do São João, Quartel do Aterrado, Serra das Sete Voltas e finalmente, Desemboque.
Havia também o caminho que deixando Jacuí, seguia o curso do Santana (ou do São João, mais a leste) até chegar ao caminho anterior, rumando para o Desemboque. O certo é que neste caminho, na região fechada pelos rios São João e Santana, assumiram importância os vales dos pequenos ribeirões, como o da Prata e o Córrego do Ferro. Exauridas as alternativas de mineração de ouro na região, as atenções se voltavam para a busca da prata e, na ausência desta, de outros minérios, como o ferro, por exemplo. Os primeiros assentamentos estão atrelados a estas experiências, suscitando os povoados futuros.
A poucos quilômetros de Itaú, a fazenda Santana é testemunho daqueles tempos: tanto a Capela consagrada a Nossa Senhora da Santana, como o Cemitério, vinculam-se ao Morro do Ferro, ou a tentativas de mineração desenvolvidas ainda na primeira metade do século XIX.
O Córrego do Ferro é o desdobramento de tais atividades e foi o ponto de convergência não só da presença humana por meio de muitos mineradores e garimpeiros anônimos, como também das primeiras afazendagens de porte, como a dos Amorim, cujo estabelecimento mais notório é o de Pedro Quita, como ficou conhecido.
A mineração de Ferro, em princípio, não foi bem sucedida, terminando desestimulada. Ao passo que, jazidas calcárias aí descobertas se tornaram a precípua atividade econômica, favorecendo a fixação dos homens.
Junto à colônia da fazenda surgiram os estabelecimentos rudimentares das caieiras e logo, uma venda. Daí a origem do povoado que em todos os documentos tem o nome de Córrego do Ferro.
Também ao pesquisar as terras do atual município, foram encontrados resquícios de antigas fazendas com, aproximadamente, 150 anos, como a Fazenda São João, conhecida popularmente por Fazenda da Leocádia, propriedade de Antônio Felício Cintra, descendente português.
Percebe-se que nessas terras havia grande circulação de pessoas, muitos boiadeiros e, certamente, também muito dinheiro. E pela inexistência de agências bancárias, todo capital era mantido em cofres nas próprias residências.
Destarte, as primeiras habitações humanas nesta localidade ocorreram antes de 1900 – ainda no século XIX - pelos latifundiários e mineradores que arroteavam a região, expandindo suas riquezas e promovendo o advento de mais pessoas, ainda que os aludidos fatos careçam de riqueza de detalhes, haja vista a falta de alguns documentos comprobatórios, ocasionando a inexatidão das datas, e consequentemente, impossibilitando o estudo aprofundado dos conhecimentos.
A história de Itaú de Minas é, portanto, resgatada graças às documentações das antigas fazendas, a saber, as escrituras, e, principalmente, pelos relatos dos descendentes de habitantes que viveram neste povoado no início do século XX.

## Economia
A cidade sedia a fábrica de cimentos Itaú (CCPI - Companhia de Cimento Portland Itaú), a maior cimenteira do país, que hoje faz parte do grupo Votorantim.
A Unidade de Itaú de Minas é uma das maiores unidades fabris do grupo.
No que diz respeito a receitas e despesas orçamentárias, as receitas representam 53,4% dos valores e as despesas 46,6%.

## Demografia

### Etnias
| Cor/Raça | Nº de pessoas |
| -------- | ------------- |
| Branca   | 9475          |
| Parda    | 4105          |
| Preta    | 797           |
| Amarela  | 21            |
| Indígena | 8             |

Fonte: IBGE – Censo 2022 

## Bioma
Cerrado e Mata Atlântica 

## Administração
Depois de muitas controvérsias a presidente da Câmara Municipal de Itaú de Minas, Juliana Mattar (PTB) que tinha assumido durante sessão especial da casa, o cargo de prefeita da cidade acatando uma decisão da Justiça Eleitoral da Comarca de Pratápolis, deixa o cargo e através de liminar o cargo volta a Norival Francisco de Lima (DEM) .[carece de fontes?]